# R.E.X. Records
R.E.X. Records é uma gravadora independente norte-americana fundada em 1987, tendo passado por dificuldades financeiras em 1995.
A gravadora representa essencialmente bandas de metal cristão, mas também consegue ter uma abordagem noutros géneros e audiências. Outras subgravadoras foram fundadas por Randy Stonehill, Storyville Records e Street Level Records.
No panorama cristão as gravadoras eram distribuídas pela Diamante Music Group até 1994 e depois por Light Distribution, uma divisão da Platinum Entertainment. Sendo no geral distribuído pela R.E.D.
Durante um período a R.E.X. forneceu distribuição à Grrr Records.